# Necossass Six
Necossass: Six (ネコサスシックス?, Nekosasu shikkusu) è un manga scritto e disegnato da Etorouji Shiono. Il manga era già stato pubblicato in Giappone in un volume unico, ma senza l'ultimo episodio, che chiude la serie dedicata alle avventure di Katsu e della sua androide felina. Inoltre, per rientrare nel numero di pagine massime richieste, è stato aggiunto come extra il capitolo finale one-shot Supernatural Hai?, uno dei primi lavori dell'artista.

## Trama
Katsuhiko Katsu si sveglia una mattina in compagnia di un'androide venuta dal futuro con le sembianze di ragazza con orecchie di gatto, delle kemonomimi.
Sorpreso ed incredulo, al ragazzo viene spiegato che la giovane e robotica gattina antropomorfa è stata inviata dal futuro per soddisfare un suo desiderio infantile.
Quando però le bizzarre robot feline si moltiplicano, nel maldestro tentativo di Katsuhiko di creare una maid perfetta, il giovane Katsu finisce per creare una nuova nekomimi e non essere più così entusiasta della compagnia di Mimi - così ha battezzato la prima androide – e cerca di mettere quanta distanza possibile fra lui e la ragazza.
L'ostilità nei confronti della ragazza-gatto scompare solo quando questa gli salva la vita a scuola, dove Katsuhiko viene attaccato da bizzarri nemici: primo fra tutti l'invidioso compagno di classe Shoichiro Horota, pronto a competere sul piano scientifico con una primitiva maid robotica da battaglia, le gemelle Refuko e Raiko, decise ad eliminare Katsu, e Sigurney, principessa di una dimensione parallela decisa a sposarsi col padrone di Mimiko.
A fine giornata non solo Katsuhiko è ancora vivo, ma ha persino ampliato il suo “harem” di giovani-gattine: a Mimiko e Hinako si aggiungono le gemelle Yamada prima acerrime nemiche di Katsu, l'amica e compagna di classe Suzune e Ruzala, capitana della nave spaziale della dimensione parallela. Disperato, al ragazzo non resta che la magra consolazione di non dover spiegare nulla a nessuno: le orecchie da gatto sul capo delle sue amiche non generano infatti nessuno scalpore tra amici e conoscenti.

## Personaggi
Katsuhiko Katsu
Un semplice studente delle superiori. Da bambino ha espresso il desiderio di possedere un'androide con le orecchie da gatto. Dopo tuttavia aver toccato le orecchie di Mimiko, ne prova avversione, impressionato dalla loro sensazione al tatto; l'unica per cui prova un'attrazione sincera una volta con le orecchie feline è la compagna Suzune, per la quale ha un debole.
Mimiko
Androide del XXII secolo, modello Necossass. Spedita sulla terra del secolo precedente per soddisfare il desiderio espresso da Katsuhiko bambino, ritrovato nel futuro in una capsula del tempo, finisce infine per risultare molesta al padrone. Intraprendente e dura a scoraggiarsi, Mimiko solo dopo incessanti richieste riesce a farsi dare un nome da Katsuhiko.
Ama porre in capo orecchie di gatto alle ragazze, per fare dispetto a loro e a Katsuhiko.
Hanako
Androide Necossass costruita grazie alle indicazioni di Mimiko, è in realtà il tentativo di Katsuhiko di dare la vita ad una robot-maid di suo gradimento. Quando la dispettosa Mimiko le pone le orecchie feline, il giovane lascia ogni speranza e lascia alla “sua figliola” Hanako indossare lo strano segno caratteristico delle Necossass.
Suzune
Compagna di classe di Katsuhiko, a differenza di quest'ultimo grande amante delle orecchie di gatto delle Necossass. È grazie al suo intervento che il giovane studente viene salvato dal matrimonio con la principessa Sigurney.
Raiko e Refuko Yamada
Gemelle dotate di tute da combattimento capaci di lanciare scariche ad alto voltaggio. Trovata un'anomalia nel tessuto dimensionale attorno al giovane Katsuhiko, cercano di ucciderlo, sebbene l'alterazione sia dovuta alla comparsa anomala delle Necossass.
Shoichiro Horota
Figlio di un grande industriale ed unico – eccetto a Katsu – a considerare anomalo la presenza delle Necossass. Preso come affronto mortale il comportamento di Katsuhiko, tenta di eliminarlo con l'aiuto di Mimimi, maid robotica costruita dal gruppo Horota.
Ruzala
Capitana della nave spaziale Gungnir, attraverso cui viaggia la principessa Sigurney.
Sigurney
Di sangue reale, ma profondamente innamorata di Katsuhiko, di fronte alle resistenze del giovane, gli fa bere una pozione d'amore per legarlo eternamente a sé.

## Supernatural Hai?
Taku è uno studente spesso vittima di bullismo a causa della bassa statura. Un giorno, rientrato a casa dopo l'ennesimo attacco, decide di vendicarsi e dopo aver acquistato per corrispondenza il materiale per dedicarsi all'occultismo, chiama a sé un demone.
Sul posto appare la bella Jabeko, armata di mazza ferrata ma spaventata dalle punte acuminate, e suo fratello, un teschio appeso al collo della seducente demone. Quando Taku chiede aiuto alla improbabile coppia infernale, solo Jabeko acconsente, mentre il teschio parlante, per “atteggiarsi da duro” come i cattivi di anime e manga che ha per modello, rifiuta.
Taku allora sferra un pugno che mette ko il teschio e questi è costretto a riconoscere, malconcio, la superiorità fisica del ragazzino.